# World Athletics Ultimate Championship
World Athletics Ultimate Championship es el nombre de una competición mundial de atletismo que organizará World Athletics a partir de 2026.
World Athletics, el organismo que rige el atletismo mundial, anunció la creación de esta nueva competición en junio de 2024. Este nuevo campeonato se disputará cada dos años, alternando con el Campeonato Mundial de Atletismo, y tendrá un formato más reducido que este. Se disputará durante tres días en sendas sesiones vespertinas, cada una de ellas con una duración inferior a las tres horas. En cada prueba solo participarán entre 8 y 16 atletas, de modo que los concursos se disputarán en final directa y las carreras, con semifinales y final.
La competición contará con 10 millones de dólares en premio, con 150 000 $ para el ganador de cada prueba, además de premios garantizados para todos los participantes y una parte de lo que generen por derechos de imagen. La primera edición se celebrará del 11 al 13 de septiembre de 2026 en Budapest.